# Лисячі острови

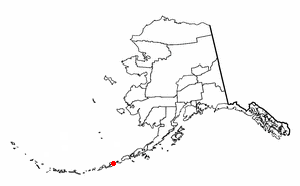
Лисячі острови

Лисячі острови (англ. Fox Islands) — група островів у східній частині Алеутських островів. Населені алеутами впродовж сторіч, у 1741 році вперше були відвідані європейцями (Вітус Берінг). Група налічує понад 30 островів.

## Перелік островів
| Назва    | Місцева назва                                                   | Площа, км2 | Населення (на 2000 р.) | Найвища точка         | Висота, м | Координати                                                              |
| -------- | --------------------------------------------------------------- | ---------- | ---------------------- | --------------------- | --------- | ----------------------------------------------------------------------- |
| Аватанак | Avatanak (Aleut: Agutanax)                                      | 30         | —                      | —                     | 147       | 54°04′18″ пн. ш. 165°18′24″ зх. д. / 54.07167° пн. ш. 165.30667° зх. д. |
| Адугак   | Adugak (Aleut: Adougakh)                                        | —          | —                      | —                     | 31        | 52°54′17″ пн. ш. 169°10′28″ зх. д. / 52.90472° пн. ш. 169.17444° зх. д. |
| Аіктак   | Aiktak (Aleut: Ugangax)                                         | —          | —                      | —                     | 148       | 54°11′01″ пн. ш. 164°49′41″ зх. д. / 54.18361° пн. ш. 164.82806° зх. д. |
| Акун     | Akun(Aleut: Akungan)                                            | 166,77     | —                      | гора Святого Гілберта | 818       | 54°11′18″ пн. ш. 165°31′43″ зх. д. / 54.18833° пн. ш. 165.52861° зх. д. |
| Акутан   | Akutan (Aleut: Akutanax̂)                                        | 334,13     | 713                    | гора Акутан           | 1303      | 54°07′41″ пн. ш. 165°55′05″ зх. д. / 54.12806° пн. ш. 165.91806° зх. д. |
| Амак     | Amak(Aleut: Amax)                                               | 15         | —                      | вулкан Амак           | 488       | 55°25′06″ пн. ш. 163°08′38″ зх. д. / 55.41833° пн. ш. 163.14389° зх. д. |
| Амакнак  | Amaknak або Umaknak (Aleut: Amaxnax̂)                            | 8,5        | 2524                   | —                     | —         | 53°54′37″ пн. ш. 166°32′12″ зх. д. / 53.91028° пн. ш. 166.53667° зх. д. |
| Амукта   | Amukta                                                          | 75         | —                      | гора Амутка           | 1066      | 52°29′19″ пн. ш. 171°15′30″ зх. д. / 52.48861° пн. ш. 171.25833° зх. д. |
| Анангула | Anangula (Aleut: Ananiuliak)                                    | —          | —                      | —                     | —         | 53°00′02″ пн. ш. 168°54′40″ зх. д. / 53.00056° пн. ш. 168.91111° зх. д. |
| Дербін   | Derbin                                                          | —          | —                      | —                     | —         | 54°04′16″ пн. ш. 165°09′12″ зх. д. / 54.07111° пн. ш. 165.15333° зх. д. |
| Поа      | Poa (Ostrov Tumannyi, Tumannoi; Aleut: Saduuĝinax̂)              | —          | —                      | —                     | —         | 54°07′38″ пн. ш. 165°29′59″ зх. д. / 54.12722° пн. ш. 165.49972° зх. д. |
| Руток    | Rootok (Aektok, Aiaktak, Ouektock, Aiaiepta, Veniaminof, Goloi) | —          | —                      | —                     | —         | 54°02′41″ пн. ш. 165°31′55″ зх. д. / 54.04472° пн. ш. 165.53194° зх. д. |
| Санак    | Sanak (Aleut: Sanaĝax)                                          | —          | —                      | —                     | —         | 54°25′47″ пн. ш. 162°42′32″ зх. д. / 54.42972° пн. ш. 162.70889° зх. д. |
| Уналга   | Unalga (Aleut: Unalĝa)                                          | 28,5       | —                      | —                     | —         | 53°58′35″ пн. ш. 166°08′39″ зх. д. / 53.97639° пн. ш. 166.14417° зх. д. |
| Умнак    | Umnak (Aleut: Unmax, Umnax)                                     | 1777       | 39                     | гора Всевідоф         | 2149      | 53°13′26″ пн. ш. 168°25′55″ зх. д. / 53.22389° пн. ш. 168.43194° зх. д. |
| Уналашка | Unalaska (Aleut: Nawan-Alaxsxa)                                 | 2721       | 1759                   | вулкан Макушина       | 2036      | 53°40′24″ пн. ш. 166°38′54″ зх. д. / 53.67333° пн. ш. 166.64833° зх. д. |
| Унімак   | Unimak (Aleut: Unimax)                                          | 4070       | 64                     | вулкан Шишалдін       | 2857      | 54°46′06″ пн. ш. 164°11′12″ зх. д. / 54.76833° пн. ш. 164.18667° зх. д. |